# Softlanding Linux System

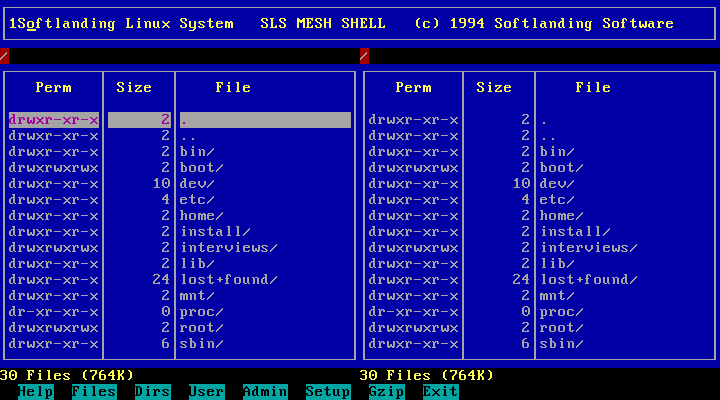
Softlanding Linux System

Softlanding Linux System (SLS) war die vermutlich erste Linux-Distribution, die mehr als nur den Linux-Kernel und Basisapplikationen enthielt: Neben GNU/Linux-Features gab es auch Programme wie das X Window System und TCP/IP. Sie wurde von Peter MacDonald zusammengestellt und am 15. August 1992 zum Download angeboten. Damals hatte sie einen Umfang von 15 Disketten, wuchs jedoch im Laufe der Zeit auf über 30 Disketten an. Interessierte ohne breitbandige Netzanbindung konnten deshalb auch eine CD bestellen.
SLS war zunächst die bekannteste Distribution. Aufgrund der vielen Fehler wurde die Linux-Community aber immer unzufriedener damit. Zwei ihrer größten Kritiker waren Ian Murdock und Patrick Volkerding. Murdocks Frustration ließ ihn das Debian-Projekt aus der Taufe heben, während Volkerding entschied, die Probleme zu beseitigen und SLS zu erweitern. Schließlich gab er der so entstandenen Distribution den Namen Slackware.